# 細川磐
細川 磐（ほそかわ いわお、1931年（昭和6年） - ）は、日本の体育学者。大阪体育大学名誉教授。

## 略歴・人物
長野県松本市生まれ。長野県松本県ヶ丘高等学校を経て、1954年（昭和29年）東京教育大学体育学部体育学科卒業。大阪体育大学教授を務めた後、1992年（平成4年）定年退官。大阪体育大学名誉教授。
1963年（昭和38年）から1965年（昭和40年）にかけて、同志社大学バスケットボール部コーチを務め、この間、西日本学生3年連続優勝を果たしている。公益財団法人ライフスポーツ財団常務理事を務めた。

## 受賞歴
- 瑞宝中綬章受章、
- 京都府スポーツ賞（特別栄誉賞）

## 著作論文・共著編
- 細川磐、『バスケツトボールのスクリーンプレイについての考察 (その1)』体育学研究 1965年 10巻 1号 p.78-, doi:10.5432/jjpehss.KJ00003404479
- 山本隆久、加藤橘夫、大島鎌吉 ほか、『職場における体力づくりに関する研究』体育学研究 1971年 15巻 5号 p.144-, doi:10.5432/jjpehss.KJ00003397135
- 細川磐、『バスケットボール競技施設の変遷とその技術の発達について : 7. 体育方法に関する研究』日本体育学会大会号/第25回(1974) , doi:10.20693/jspeconf.25.0_359
- 細川磐、『体育方法研究の成果と課題 (体育学研究の成果と課題<特集>)』体育の科学 25(12), p814-817, 1975-12, NAID 40002271006
- 『社会人のスポーツクラブの存立要因に関する分析的研究』細川磐著 (1975)
- 細川磐、今村悟、細川孝、『西ドイツの学校制度と学校体育カリキュラムについての考察--ノルトライン・ヴェストファーレン州の場合』細川磐著 大阪体育大学紀要 17(1), p117-128, 1986-08, NAID 40000302741
- 草山太郎、細川磐、河原慶子、障害児体育における「障害」観・「からだ」観・「うごき」観について』細川磐著 (1994)
- 『「障害者のスポーツ」の在り方に関する研究課題について』 大阪体育大学紀要 26, 243-249, 1995-07-25, NAID 110000125969
- 草山太郎、平尾竜一、細川磐、『障害者の社会参加に関する一考察(その1)サイバースペースにおける障害者のスポーツ』 大阪体育大学紀要 (29), 93-100, 1998-07, NAID 40000302967
- 細川磐、笈田欣治、『バスケットボールのルールの変遷について』 關西大學文學論集 51(3), 29-46, 2002-01, NAID 110000949655

主要著書
- 『ミニ・バスケットボール』佐々木茂、細川磐共著 （京都学芸出版社 1972）
- 『現代スポーツを考える : どしゃぶりの中の対話 』細川磐、田淵和彦著（燈影舎 1978）
- 『バスケットボール』細川磐監著 （不昧堂 1979）
- 『スポーツの現状を憂う』細川磐著 (1981)
- 『グラウンド・ゴルフ入門』細川磐監修 （ナツメ社 1995）ISBN:9784816326097
- 『グラウンド・ゴルフ－生涯スポーツを考える』細川磐著 （不昧堂 1996）